# Variant (tekst)
Een variant is een andere lezing van een bepaalde tekst. Er zijn twee soorten varianten te onderscheiden.
Als eerste is er die uit de mondelinge traditie. Ieder onthoudt een tekst (met name liedteksten) op een andere manier. Zo worden de laatste twee regels van het rijmpje Hollebolle Gijs verschillend gezongen:
1. En een schuit met schapen
En nog kon Gijs van den honger niet slapen.
2. Een leeuw en een beer.
'Hap,' zei Gijs en hij lustte nog meer.
3. Toen zag Gijs 'n levendige beer,
'Hap,' zei Gijs 'Ik lust er niet meer.'

Een tweede soort variant is die, die door een schrijver zelf is aangebracht in bijvoorbeeld een tweede druk. Dit kunnen verbeteringen zijn (het herstellen van een schrijf- of zetfout), maar ook als door het anders verwoorden de betekenis van de tekst beter overkomt. Ook het wijzigen van een tekst als gevolg van een wijziging van de spelling kan als variant worden gezien.
In de eerste druk van De uitvreter van Nescio staat in hoofdstuk VII:
- (...) een enorm grijze pet (...)
In later drukken staat er:
- (...) een enorme grijze pet (...)
Geen groot verschil, maar inhoudelijk iets wezenlijks anders.